# Bandiera del Territorio della Kamčatka
La bandiera del Territorio della Kamčatka in Russia, è un bicolore orizzontale di bianco e blu carico di un emblema. L'emblema è una modifica dello stemma della Kamčatka: tre cime vulcaniche innevate sullo sfondo di un sole rosso incorniciato da un ornamento.
La bandiera è stata adottata il 17 febbraio 2010 dall'Assemblea legislativa della Kamčatka ed è entrata in uso il 1° luglio 2010.
Prima del 2007, il territorio che ora è la Kamčatka era costituito da due soggetti federali chiamati Oblast' di Kamčatka e il Circondario dei Coriacchi e quindi venivano utilizzate le rispettive bandiere.